# Lyckeberg
Lyckeberg är en småort i Eksjö kommun, Jönköpings län belägen vid Gysjön i Eksjö socken knappt tre kilometer sydväst om Eksjö centrum. 

## Samhället
Området är sedan slutet av 1980-talet enbart ett bostadsområde, med omväxlande ny villabebyggelse och några äldre byggnader från sanatorietiden.